# آيت إيسيمور (تانڭرفا)
آيت إيسيمور هي إحدى مشيخات المملكة المغربية، تتبع جغرافيا لإقليم سيدي إفني وإداريًا لتانڭرفا. يقدر عدد سكانها بـ 2560 نسمة حسب الإحصاء الرسمي للسكان والسكنى لسنة 2004.